# Ацетогены
Ацетогены — прокариоты, которые выделяют ацетат (CH3COO−) в качестве конечного продукта анаэробного дыхания или гомоацетатного брожения. Однако обычно этот термин используется в более узком смысле: только в отношении бактерий и архей, которые одновременно осуществляют анаэробное дыхание и фиксацию углерода в восстановительном ацетил-КоА-пути (путь Вуда — Льюнгдаля). Этот процесс известен как ацетогенез. Ацетогенов следует отличать от уксуснокислых бактерий, которые выделяют ацетат, получающийся в результате неполного аэробного окисления этилового спирта до уксусной кислоты.
Автотрофные ацетогены могут синтезировать ацетилкофермент А (и в большинстве случаев ацетат в качестве конечного продукта) из двух молекул диоксида углерода (CO2) и четырёх молекул молекулярного водорода (H2):
{\displaystyle {\mathsf {2CO_{2}+4H_{2}\rightarrow CH_{3}COOH+2H_{2}O}}}
Гомоацетатное брожение осуществляется гетеротрофными гомоацетогенами:
{\displaystyle {\mathsf {C_{6}H_{12}O_{6}\rightarrow 3CH_{3}COOH}}}
Оба процесса идут при отсутствии молекулярного кислорода (O2) и продуцируют ацетат. Хотя ранее считалось, что ацетогенами являются только бактерии, некоторых архей можно рассматривать как ацетогенов.

## Среда обитания
Ацетогены встречаются в разнообразных анаэробных (не содержащих кислород) средах обитания. Ацетогены могут использовать различные соединения в качестве источников энергии и углерода; наиболее изученная форма ацетогенного метаболизма включает использование углекислого газа в качестве источника углерода и водорода в качестве источника энергии. Восстановление диоксида углерода осуществляется ключевым ферментом ацетил-КоА-синтазой. Вместе с метанообразующими археями (метаногенами), ацетогены составляют последние звенья анаэробной пищевой сети (гидролитики → бродильщики → ацетогены → метаногены), которая приводит к продукции метана из полимеров (белков, нуклеиновых кислот, липидов) в отсутствие кислорода. Ацетогены могли быть эволюционно первыми биоэнергетически активными клетками.

## Метаболическая роль
Стандартный окислительно-восстановительный потенциал полуреакций СО2/ацетат, СО2/метан и сульфат/сульфид, составляет соответственно −290, −240 и −220 мВ. Таким образом, при стандартных условиях восстановительный синтез ацетата из СО2 термодинамически менее выгоден, чем метаногенез или восстановление сульфата до сульфида. Такое термодинамическое ограничение часто служит объяснением тому, что ацетогены менее конкурентоспособны, чем метаногены и сульфатредуцирующие бактерии.
Ацетогены имеют разнообразные метаболические возможности, которые помогают им процветать в разнообразных условия среды. Одним из их метаболических продуктов является ацетат, который может служить важным питательным веществом для хозяина и его внутреннего микробного сообщества, наиболее часто встречающегося в кишечнике термитов или рубце жвачных животных. Ацетогены утилизируют водород, образующийся при брожении пищи в кишечном тракте термитов. Поскольку водород ингибирует биодеградацию пищи в анаэробной среде, использование его ацетогенами способствует перевариванию пищи хозяином.
Ацетогены обладают способностью использовать другие субстраты в случае, когда из-за конкурентов, таких как метаногены, водород становится лимитирующим субстратом. Ацетогены могут использовать спирты, сахара, карбоновые, дикарбоновые и жирные кислоты, альдегиды, которые обычно используются синтрофными видами вместо диоксида углерода и водорода. Это позволяет им брать на себя роль важных участников пищевой цепи, таких как первичные ферментеры.
Ацетогены могут работать синтрофно с ацетокластическими метаногенами, примером чего является конверсия углеводов смешанной культурой Acetobacterium woodii и Methanosarcina barkeri: метаноген поглощает ацетат, что является благоприятным для ацетогена. Иногда реакция синтеза ацетата идёт в обратном направлении — в сторону его разложения до углекислого газа и водорода по пути Вуда — Льюнгдаля и приводит к тому, что газоборазный водород выделяется ацетогеном вместо того, чтобы направиться в сторону реакции ацетогенеза. При этом межвидовой перенос газообразного водорода между A. woodii и автотрофным метаногеном, поглощающим H2, идёт в обратном направлении от ацетогена к метаногену с выделением метана.
Acetobacterium woodii используют газообразный водород и CO2 для производства ацетата, который используется в качестве источника углерода многими сульфатредуцирующими бактериями, растущими на водороде и сульфате в качестве источника энергии.
Ацетогены также являются одним из факторов коррозии стали в создаваемой ими кислой среде.